# So Far (Faust)
So Far è il secondo album dei Faust, pubblicato nel 1972. Si discosta dal primo lavoro in quanto strutturato in canzoni e non in lunghe digressioni, ma porta comunque un contributo forte alla direzione dissacratoria del gruppo.
Una menzione particolare merita la grafica dell'album, esternamente nero, ma al cui interno sono contenute delle tavole a colori di grande formato, ciascuna dedicata ad un brano, con toni tra l'ironico e l'espressionistico.

## Tracce
1. It's a Rainy Day, Sunshine Girl – 7:31
2. On the Way to Abamäe – 2:46
3. No Harm – 10:22
4. So Far – 6:20
5. Mamie Is Blue – 6:05
6. I've Got My Car and My TV – 3:51
7. Picnic on a Frozen River – 0:43
8. Me Lack Space... – 0:41
9. ...In the Spirit – 2:16